# من شب هستم (مجموعه تلویزیونی)
من شب هستم یک مینی سریال آمریکایی است. سم شرایدن کار تولید و نگارش فیلمنامه را به عهده داشت و کریس پاین و ایندیا آیسلی از ستارگان فیلم بودند. این مجموعه در ۲۸ ژانویه ۲۰۱۹ از شبکه تی ان تی پخش شد.
این مجموعه الهام گرفته از کتاب خاطرات فانا هودل تحت عنوان یک روز تیره خواهد شد: شروع مرموز فانا هودل است و شروع و پیوند غیرعادی او با پدربزرگش جورج هودل را نشان می‌دهد. جورج هودل مظنون اصلی قتل مرموز کوکب سیاه بود. در فوریه سال ۲۰۱۹ پادکستی با عنوان ریشه شر: داستان واقعی خانواده هودل و کوکب سیاه برای تکمیل این سریال پخش شد.

## داستان
فانا هودل دختر جوانی است که می‌خواهد رازهای گذشته اش را کشف کند و در مسیری شیطانی قدم می‌گذارد که او را به پزشکی نزدیک می‌کند که در سلاخی کوکب سیاه نقش داشته‌است.

## افتخارات
| جایزه        | تاریخ مراسم | رشته                                                 | نامزد(ها)    | نتیجه    | Ref.  |
| ------------ | ----------- | ---------------------------------------------------- | ------------ | -------- | ----- |
| جوایز ستلایت | ۲۰۲۰        | بهترین بازیگر مرد در یک مینی سریال یا فیلم تلویزیونی | کریس پاین    | نامزدشده | [ ۵ ] |
| جوایز ستلایت | ۲۰۲۰        | بهترین بازیگر زن در یک مینی سریال یا فیلم تلویزیونی  | ایندیا آیسلی | نامزدشده | [ ۵ ] |